# فرودگاه بین‌المللی کلیمانجارو
فرودگاه بین‌المللی کلیمانجارو (به انگلیسی: Kilimanjaro International Airport) یک فرودگاه همگانی با کد یاتا JRO است که یک باند فرود آسفالت دارد و طول باند آن ۳۶۰۷ متر است. این فرودگاه در شهر آروشا کشور تانزانیا قرار دارد و در ارتفاع ۸۹۴ متری از سطح دریا واقع شده است.

## شرکت‌های هواپیمایی و مقصدهای پروازی
The following airlines maintain regular, scheduled passenger and cargo service to Kilimanjaro International Airport.
| شرکت‌های هواپیمایی   | مقصدهای پروازی                                          |
| ------------------- | ------------------------------------------------------- |
| Airkenya Express    | ویلسون                                                  |
| تانزان‌ایر           | آروشا، انتبه، کیگالی، Manyara، موانزا، Seronera، زنگبار |
| کوندور فلوگدینست    | فرانکفورت1                                              |
| هواپیمایی اتیوپی    | بوول                                                    |
| Fastjet Tanzania    | ژولیوس نیرر, موانزا,                                    |
| فلای‌دبی             | دوبی (آغاز از ۲۹ اکتبر ۲۰۱۷)                            |
| کنیا ایرویز         | جومو کنیاتا                                             |
| کاال‌ام              | اسخیپول آمستردام2                                       |
| پرسیشن ایر          | ژولیوس نیرر، انتبه، Kigoma، موانزا، جومو کنیاتا         |
| هواپیمایی قطر       | حمد3                                                    |
| رجیونال ایر         | آروشا، Manyara                                          |
| رواندایر            | کیگالی                                                  |
| Safarilink Aviation | ویلسون                                                  |
| ترکیش ایرلاینز      | آتاترک4                                                 |

Notes:
1: کوندور فلوگدینست's outbound flights from Kilimanjaro to Frankfurt make a stop in Mombasa. However, the airline does not have traffic rights to transport passengers solely between Kilimanjaro and Mombasa.
2: کاال‌ام's outbound flights from Kilimanjaro to Amsterdam make a stop in Dar es Salaam or Kigali. However, the airline does not have traffic rights to transport passengers solely between Kilimanjaro and Dar es Salaam or Kigali.
3: هواپیمایی قطر' outbound flights from Kilimanjaro to Doha make a stop in Zanzibar. However, the airline does not have traffic rights to transport passengers solely between Kilimanjaro and Zanzibar.
4: ترکیش ایرلاینز' outbound flights from Kilimanjaro to Istanbul make a stop in Mombasa. However, the airline does not have traffic rights to transport passengers solely between Kilimanjaro and Mombasa.